# Van Buren (Indiana)
Van Buren est une municipalité située dans le comté de Grant, dans l’État de l'Indiana, aux États-Unis. Lors du recensement de 2020, elle comptait 790 habitants.